# Chiesa da Conceição Velha
La Chiesa di Nossa Senhora da Conceição Velha è una chiesa situata nel centro di Lisbona, in Rua da Alfândega. È il risultato della ricostruzione, dopo il terremoto del 1755, della vecchia chiesa di Nossa Senhora da Misericórdia di Lisbona, sede della prima Santa Casa da Misericórdia del paese. La sua facciata è, insieme al Monastero dos Jerónimos e alla Torre di Belém, una delle migliori strutture manueline sopravvissute al grande terremoto. È classificata come monumento nazionale dal 1910.

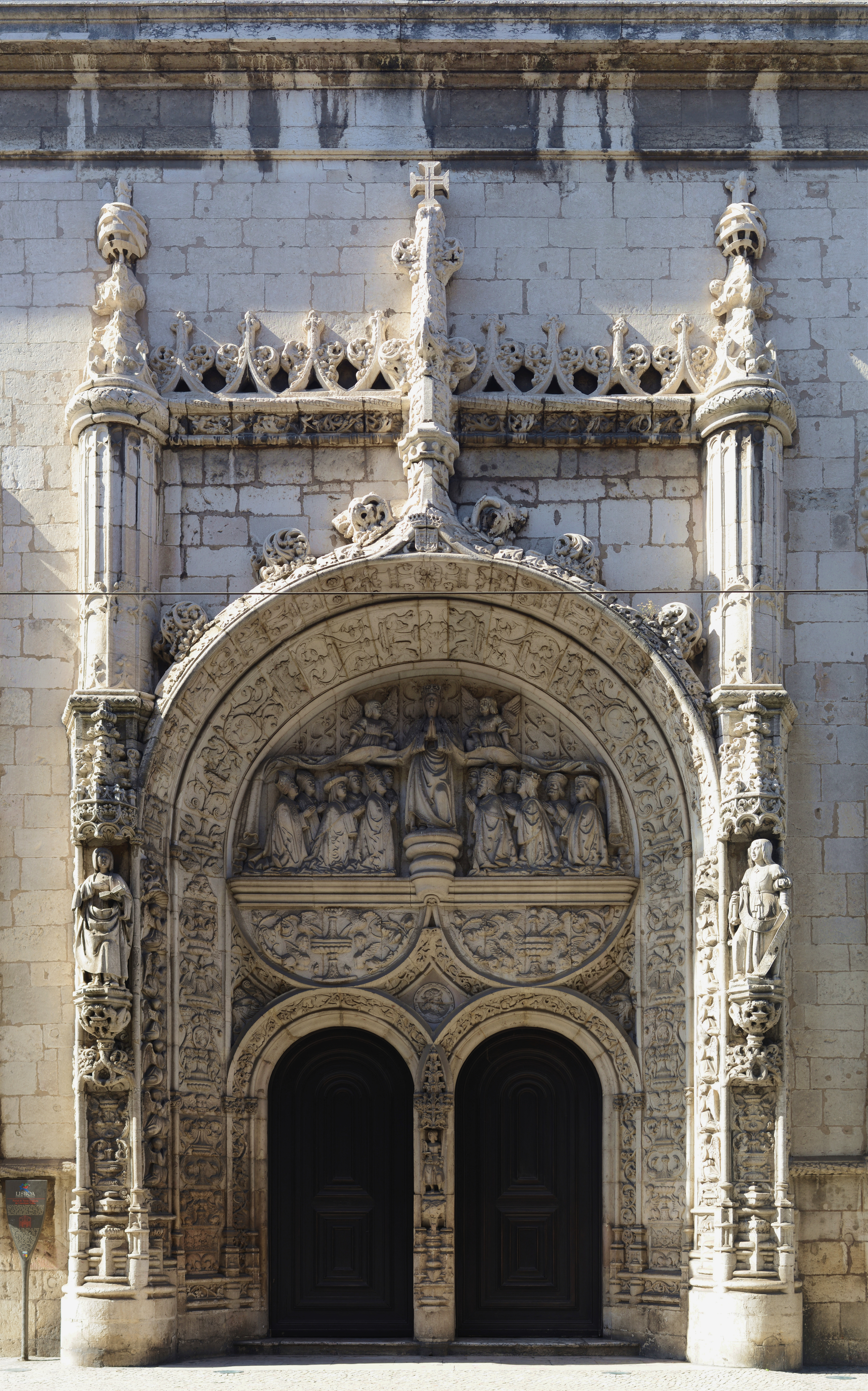
Portale manuelino della chiesa di Nossa Senhora da Conceição Velha. Sul timpano scolpito appare la Madonna della Misericordia con il suo mantello che copre diverse personalità portoghesi dell'inizio del XVI secolo

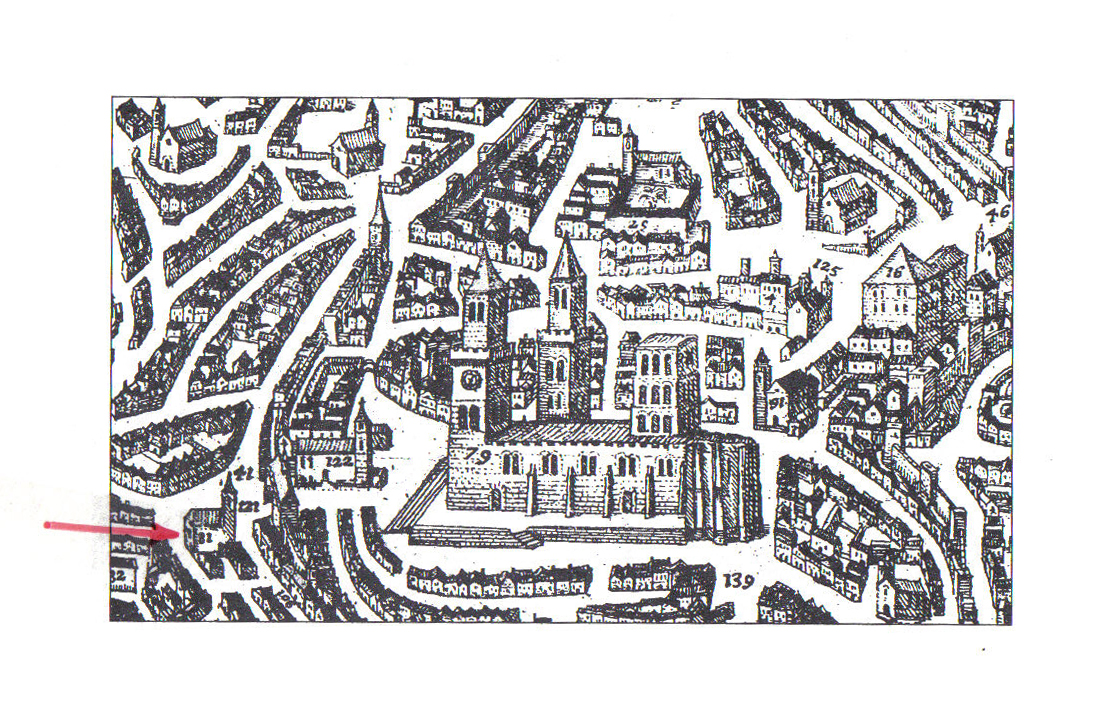
Veduta della vecchia chiesa di Nostra Signora della Misericordia, Georg Braun e Frans Hogenberg, Civitates orbis terrarum (Colonia, 1598), vol. 5

## Descrizione
La chiesa si trova nel centro di Lisbona, vicino a Praça do Comércio, nella parrocchia di Santa Maria Maior. L'edificio combina elementi di diverse chiese, frutto della ricostruzione effettuata dopo il terremoto di Lisbona del 1755, quando la maggior parte degli edifici della città furono distrutti.
La prima chiesa esistente sul sito, la Chiesa di Nossa Senhora da Misericórdia, era il secondo tempio più grande della Lisbona manuelina dopo il Monastero di Jerónimos, a Belém. Era stata costruita per ordine di D. Manuele I del Portogallo e completata nel 1534, come sede della Santa Casa da Misericórdia istituita nel 1498 su iniziativa di Leonor de Viseu, sua sorella e vedova di D. Giovanni II del Portogallo, e del suo confessore Frei Miguel Contreiras. Quando il tempio fu distrutto dal terremoto, gli elementi salvati furono incorporati nel nuovo edificio ribattezzato Conceição Velha.
Con il terremoto crollò anche la chiesa di Conceição dos Freires, che D. Manuele aveva donato nel 1502 ai frati dell'Ordine di Cristo. Questa chiesa era stata istituita al posto della sinagoga dopo la chiusura della Judiaria Grande nel 1496. La denominazione Igreja da Conceição, passò alla nuova chiesa ricostruita.

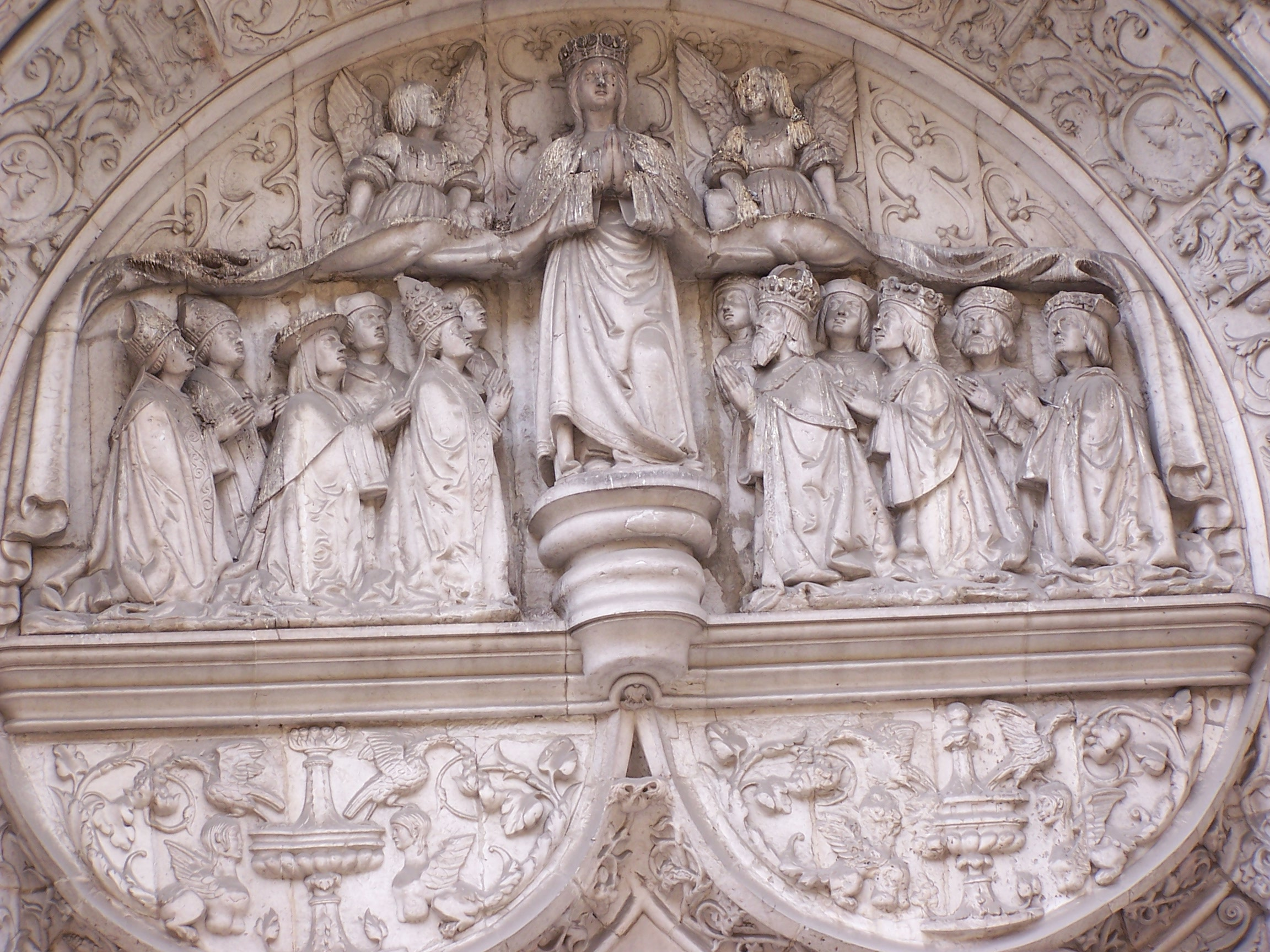
Particolare del timpano

Gli elementi della Chiesa da Misericórdia riutilizzati sulla facciata in stile manuelino combinano motivi decorativi tardogotici e rinascimentali. Il portale ha un notevole timpano scolpito con un'immagine di Nossa Senhora da Misericórdia; il suo manto, tenuto da due angeli, copre il re D. Manuel I, la regina D. Leonor e Leonor de Viseu (sorella di D. Manuele I, vedova di D. Giovanni II e promotrice del Compromisso da Misericórdia de Lisboa, insieme di regolamenti che disciplinavano le Santas Casas da Misericórdia), Papa Leone X, il Vescovo di Lisbona e altre figure religiose. Il portale e le finestre sulla facciata sono decorati con una serie molto varia di temi rinascimentali.
Nell'interno pombalino, ad una sola navata, la cappella del Santíssimo Sacramento dell'antica chiesa della Misericórdia corrisponde all'altare maggiore. Nel presbiterio si trova un dipinto con dedica alla Nossa Senhora do Restelo, offerto ai frati dall'Infante D. Enrico. L'interno della chiesa fu ricostruito nel XVIII secolo ed è decorato con piastrelle e stucchi lavorati degli artisti Francisco António Ferreira Cangalhas e Honorato José Correia.
La Confraternita della Misericordia è stata trasferita alla Chiesa dei Gesuiti di São Roque. Ha ricevuto questo nome per differenziarlo dalla chiesa di Conceição Nova. Appartenne alla Misericórdia fino al 1768 e fino al 1834 i frati di Cristo l'ebbero come tempio.

## Restauro
Nell'ottobre 2013, la Santa Casa da Misericórdia di Lisbona annunciò un investimento di 1,1 milioni di euro per il suo restauro. I lavori vennero eseguiti dall'inizio del 2014 e l'8 dicembre dello stesso anno vennero riaperte le porte della "nuova" chiesa.